# 110-Meter-Hürdenlauf

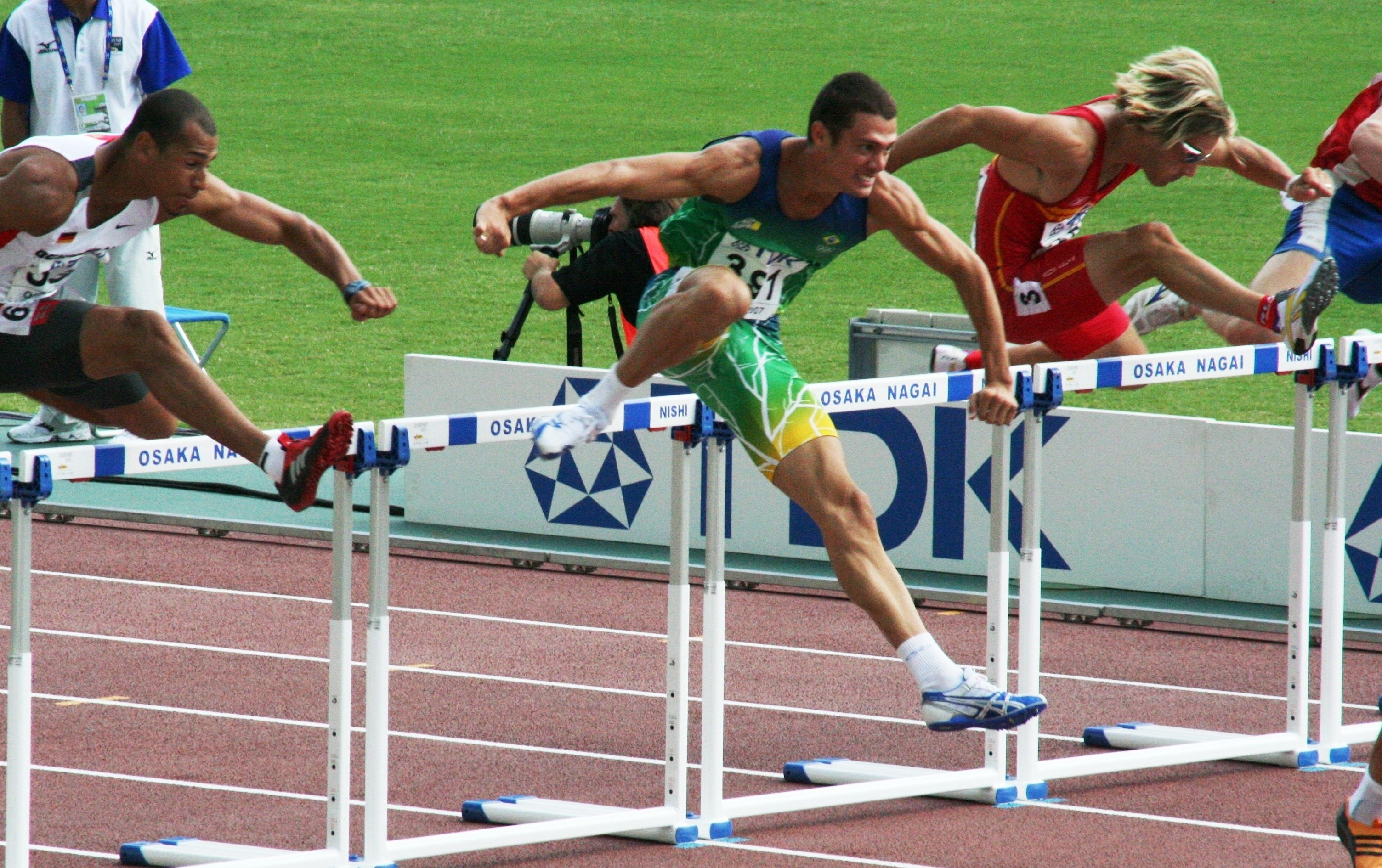
110-Meter-Hürdenlauf

Der 110-Meter-Hürdenlauf ist eine olympische Disziplin der Leichtathletik für Männer (von Frauen wird die Disziplin aufgrund kürzerer Schrittlänge als 100-Meter-Hürdenlauf ausgetragen). Dabei sind auf einer geraden 110-Meter-Strecke zehn 1,067 Meter hohe, in gleichen Abständen aufgestellte Hürden zu überlaufen. Sie sind so beschaffen, dass sie beim Anstoßen umfallen können, was nicht als Fehler für die Wettkämpfer gewertet wird, sofern es nicht absichtlich geschieht.
Die erste der 10 Hürden steht im Abstand von 13,72 Meter zur Startlinie, die folgenden neun Zwischenräume betragen 9,14 Meter (10 Yards) und der Schlussabschnitt 14,02 Meter.
Bei Olympischen Spielen steht der 110-Meter-Hürdenlauf seit 1896 in Athen im Programm. Frauen liefen 1932 in Los Angeles bis 1968 in Mexiko-Stadt auf der 80-Meter-Hürdenstrecke. Danach wurde auf 100 Meter Hürden umgestellt, dabei sind die Zwischenräume 8,50 Meter lang. In beiden Disziplinen werden dazwischen drei Doppelschritte eingelegt.
Die schnellsten 110-Meter-Hürdenläufer erzielen eine Zeit um 13 Sekunden (Weltrekord: 12,80 s). Das entspricht einer Geschwindigkeit von 8,5 m/s oder 30,5 km/h.
Siehe auch Hürdenlauf.

## Geschichte
Bei den ersten Hürdenläufen, um 1830 in England, wurden auf einer 100-Yards-Strecke hölzernen Barrieren aufgestellt. Erste Standards wurden 1864 in Oxford und Cambridge festgelegt: Die Streckenlänge betrug 120 Yards (109,728 Meter), darauf waren zehn Hürden mit einer Höhe von 3 Fuß, 6 Zoll Höhe (1,06 Meter) aufgestellt. Nachdem bei Wettkämpfen in Frankreich ab 1888 auf die 110 Meter aufgerundet wurde, waren damit weitgehend die bis in die Gegenwart erhaltenen Abmessungen beschrieben. In Deutschland wurden bis 1907 Hürden von 1,00 Meter Höhe verwendet, danach wurde die international übliche Höhe von 1,06 Metern anerkannt.
Die massiven Hürdenkonstruktionen der Anfangszeit wurden 1895 zunächst durch leichtere in T-Form ersetzt, die sich umstoßen ließen. Bis 1935 wurden Läufer disqualifiziert, die mehr als drei Hürden umstießen. Rekorde wurden nur anerkannt, wenn alle Hürden stehenblieben.
1935 wurden die Hürden in T-Form durch solche in L-Form ersetzt, die beim Anstoßen leicht nach vorn umkippen und die Verletzungsgefahr verringern.
Die bis in die Gegenwart verwendete Lauftechnik, bei der die Hürde bei Absenkung des Oberkörpers überlaufen statt übersprungen wird und mit jeweils drei Schritten zwischen den Hürden, wendete erstmals der Olympiasieger von 1900 in Paris, Alvin Kraenzlein, an.
Der erste Hürdenlauf in Deutschland, über die Strecke von 120 Yards, fand am 23. August 1891 in Berlin auf der Radrennbahn Halensee statt.
Bei Olympischen Spielen wird der 110-Meter-Hürdenlauf seit 1896 in Athen ausgetragen. In der Frauenleichtathletik wurde die Strecke Anfang der 1920er Jahre gelegentlich gelaufen, ohne jemals größere Bedeutung zu erlangen. Ab 1926 liefen Frauen nur noch über 80 Meter Hürden, ab 1961 zum Test und schließlich seit 1969 bei offiziellen Wettkämpfen über 100 Meter.
1900 und 1904 in St. Louis gab es außerdem bei den Olympischen Spielen einen 200-Meter-Hürdenlauf. Bei Deutschen Meisterschaften wurde er von 1951 bis 1965 ausgetragen. Der Leichtathletikweltverband World Athletics (bis 2019: IAAF) erkannte bis 1960 Weltrekorde für diese Strecke an.

## Meilensteine

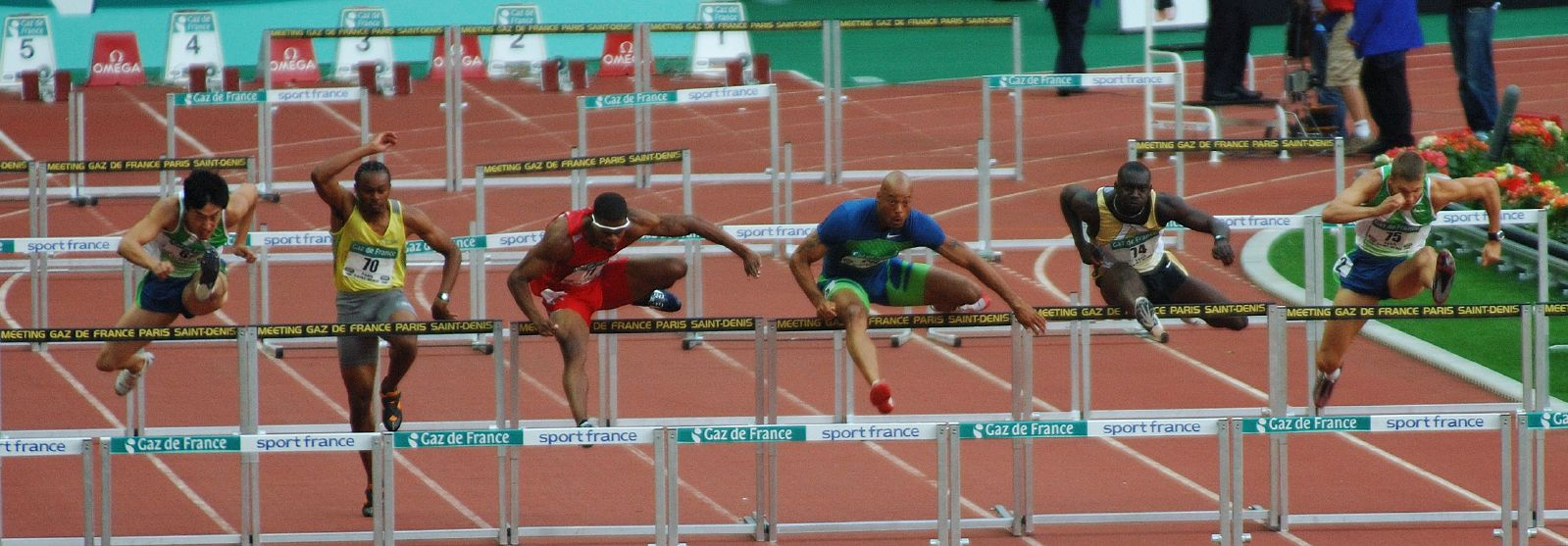
110-Meter-Hürdenlauf

- erster offiziell von der IAAF anerkannter Weltrekord: 15,0 s,  Forrest Smithson, 1908
- eErster Lauf unter 15 Sekunden: 14,8 s,  Earl Thomson, 1920
- erster Lauf unter 14,5 Sekunden: 14,4 s,  Eric Wennström, 1929
- erster Lauf unter 14 Sekunden: 13,7 s,  Forrest Towns, 1936
- erster Lauf unter 13,5 Sekunden: 13,4 s,  Jack Davis, 1956
- erster Lauf unter 13 Sekunden: 12,93 s,  Renaldo Nehemiah, 1981

## Erfolgreichste Sportler
- zwei Olympiasiege:
  -  Lee Calhoun, 1956 und 1960
  -  Roger Kingdom, 1984 und 1988
- vier Weltmeistertitel:
  -  Allen Johnson, 1995, 1997, 2001 und 2003 sowie Olympiasieger 1996
- drei Weltmeistertitel:
  -  Greg Foster, 1983, 1987 und 1991
- zwei Weltmeistertitel:
  -  Colin Jackson, 1993 und 1999 sowie Olympiazweiter 1988

Erfolgreichste Deutsche:
- Martin Lauer, Weltrekordhalter von 1959 bis 1972 (13,2 s am 7. Juli 1959 in Zürich), Europameister 1958
- Thomas Munkelt, Olympiasieger 1980, Europameister 1978 und 1982
- Vincenz Duncker, Olympiadritter 1906
- Florian Schwarthoff, Olympiadritter 1996, Europameisterschaftszweiter 1994
- Frank Siebeck, Olympiafünfter 1972, Europameister 1971
- Werner Trzmiel, Olympiafünfter 1968

## Statistik

### Medaillengewinner der Olympischen Spiele
| Jahr | Goldmedaille     | Silbermedaille    | Bronzemedaille      |
| ---- | ---------------- | ----------------- | ------------------- |
| 1896 | Thomas Curtis    | Grantley Goulding | –                   |
| 1900 | Alvin Kraenzlein | John McLean       | Fred Moloney        |
| 1904 | Fred Schule      | Thaddeus Shideler | Lesley Ashburner    |
| 1906 | Robert Leavitt   | Alfred Healey     | Vincenz Duncker     |
| 1908 | Forrest Smithson | John Garrels      | Arthur Shaw         |
| 1912 | Fred Kelly       | James Wendell     | Martin Hawkins      |
| 1920 | Earl Thomson     | Harold Barron     | Frederick Murray    |
| 1924 | Daniel Kinsey    | Sidney Atkinson   | Sten Pettersson     |
| 1928 | Sidney Atkinson  | Stephen Anderson  | John Collier        |
| 1932 | George Saling    | Percy Beard       | Don Finlay          |
| 1936 | Forrest Towns    | Don Finlay        | Fritz Pollard       |
| 1948 | William Porter   | Clyde Scott       | Craig Dixon         |
| 1952 | Harrison Dillard | Jack Davis        | Arthur Barnard      |
| 1956 | Lee Calhoun      | Jack Davis        | Joel Shankle        |
| 1960 | Lee Calhoun      | Willie May        | Hayes Jones         |
| 1964 | Hayes Jones      | Blaine Lindgren   | Anatoli Michailow   |
| 1968 | Willie Davenport | Ervin Hall        | Eddy Ottoz          |
| 1972 | Rod Milburn      | Guy Drut          | Thomas Hill         |
| 1976 | Guy Drut         | Alejandro Casañas | Willie Davenport    |
| 1980 | Thomas Munkelt   | Alejandro Casañas | Alexander Putschkow |
| 1984 | Roger Kingdom    | Greg Foster       | Arto Bryggare       |
| 1988 | Roger Kingdom    | Colin Jackson     | Tonie Campbell      |
| 1992 | Mark McKoy       | Tony Dees         | Jack Pierce         |
| 1996 | Allen Johnson    | Mark Crear        | Florian Schwarthoff |
| 2000 | Anier García     | Terrence Trammell | Mark Crear          |
| 2004 | Liu Xiang        | Terrence Trammell | Anier García        |
| 2008 | Dayron Robles    | David Payne       | David Oliver        |
| 2012 | Aries Merritt    | Jason Richardson  | Hansle Parchment    |
| 2016 | Omar McLeod      | Orlando Ortega    | Dimitri Bascou      |
| 2020 | Hansle Parchment | Grant Holloway    | Ronald Levy         |
| 2024 | Grant Holloway   | Daniel Roberts    | Rasheed Broadbell   |

### Medaillengewinner der Weltmeisterschaften
| Jahr | Goldmedaille      | Silbermedaille    | Bronzemedaille                         |
| ---- | ----------------- | ----------------- | -------------------------------------- |
| 1983 | Greg Foster       | Arto Bryggare     | Willie Gault                           |
| 1987 | Greg Foster       | Jonathan Ridgeon  | Colin Jackson                          |
| 1991 | Greg Foster       | Jack Pierce       | Tony Jarrett                           |
| 1993 | Colin Jackson     | Tony Jarrett      | Jack Pierce                            |
| 1995 | Allen Johnson     | Tony Jarrett      | Roger Kingdom                          |
| 1997 | Allen Johnson     | Colin Jackson     | Igor Kováč                             |
| 1999 | Colin Jackson     | Anier Garcia      | Duane Ross                             |
| 2001 | Allen Johnson     | Anier Garcia      | Dudley Dorival                         |
| 2003 | Allen Johnson     | Terrence Trammell | Liu Xiang                              |
| 2005 | Ladji Doucoure    | Liu Xiang         | Allen Johnson                          |
| 2007 | Liu Xiang         | Terrence Trammell | David Payne                            |
| 2009 | Ryan Brathwaite   | Terrence Trammell | David Payne                            |
| 2011 | Jason Richardson  | Liu Xiang         | Andrew Turner                          |
| 2013 | David Oliver      | Ryan Wilson       | Sergei Schubenkow                      |
| 2015 | Sergei Schubenkow | Hansle Parchment  | Aries Merritt                          |
| 2017 | Omar McLeod       | Sergei Schubenkow | Balázs Baji                            |
| 2019 | Grant Holloway    | Sergei Schubenkow | Pascal Martinot-Lagarde Orlando Ortega |
| 2022 | Grant Holloway    | Trey Cunningham   | Asier Martínez                         |

### Weltrekordentwicklung
In Klammern: Elektronisch oder handgestoppte Zeit, der Weltrekord wurde aber mit der zuerst genannten Zeit anerkannt
| Zeit (s)                           | Name                      | Datum                     | Ort                       |                           |
| Handgestoppte Weltrekorde          | Handgestoppte Weltrekorde | Handgestoppte Weltrekorde | Handgestoppte Weltrekorde | Handgestoppte Weltrekorde |
| ---------------------------------- | ------------------------- | ------------------------- | ------------------------- | ------------------------- |
| 15,0                               | Forrest Smithson          | 27. Juli 1908             | London                    |                           |
| 14,8                               | Earl Thomson              | 18. August 1920           | Antwerpen                 |                           |
| 14,8                               | Sten Pettersson           | 18. September 1927        | Stockholm                 |                           |
| 14 3/5                             | George Weightman-Smith    | 31. Juli 1928             | Amsterdam                 |                           |
| 14,4                               | Eric Wennström            | 25. August 1929           | Stockholm                 |                           |
| 14,4                               | Bengt Sjöstedt            | 5. September 1931         | Helsinki                  |                           |
| 14,4                               | Percy Beard               | 23. Juni 1932             | Cambridge                 |                           |
| 14,4                               | Jack Keller               | 16. Juli 1932             | Palo Alto                 |                           |
| 14,4                               | George Saling             | 2. August 1932            | Los Angeles               |                           |
| 14,4                               | John Morriss              | 12. August 1933           | Budapest                  |                           |
| 14,4                               | John Morriss              | 8. September 1933         | Turin                     |                           |
| 14,3                               | Percy Beard               | 26. Juli 1934             | Stockholm                 |                           |
| 14,2                               | Percy Beard               | 6. August 1934            | Oslo                      |                           |
| 14,2                               | Alvin Moreau              | 2. August 1935            | Oslo                      |                           |
| 14,1                               | Forrest Towns             | 19. Juni 1936             | Chicago                   |                           |
| 14,1                               | Forrest Towns             | 6. August 1936            | Berlin                    |                           |
| 13,7                               | Forrest Towns             | 27. August 1936           | Oslo                      |                           |
| 13,7                               | Fred Wolcott              | 29. Juni 1941             | Philadelphia              |                           |
| 13,6                               | Richard Attlesey          | 24. Juni 1950             | College Park              |                           |
| 13,5                               | Richard Attlesey          | 10. Juli 1950             | Helsinki                  |                           |
| 13,4                               | Jack Davis                | 22. Juni 1956             | Bakersfield               |                           |
| 13,2                               | Martin Lauer              | 7. Juli 1959              | Zürich                    |                           |
| 13,2                               | Lee Calhoun               | 21. August 1960           | Bern                      |                           |
| 13,2 (13,43)                       | Earl McCullouch           | 16. Juli 1967             | Minneapolis               |                           |
| 13,2                               | Willie Davenport          | 4. Juli 1969              | Zürich                    |                           |
| 13,2 (13,24)                       | Rod Milburn               | 7. September 1972         | München                   |                           |
| 13,1                               | Rod Milburn               | 6. Juli 1973              | Zürich                    |                           |
| 13,1                               | Rod Milburn               | 22. Juli 1973             | Siena                     |                           |
| 13,1                               | Guy Drut                  | 23. Juli 1975             | Saint-Maur-des-Fossés     |                           |
| 13,0                               | Guy Drut                  | 22. August 1975           | Berlin                    |                           |
| Elektronisch gestoppte Weltrekorde |                           |                           |                           |                           |
| 13,24 (13,2)                       | Rod Milburn               | 7. September 1972         | München                   |                           |
| 13,21                              | Alejandro Casañas         | 21. August 1977           | Sofia                     |                           |
| 13,16                              | Renaldo Nehemiah          | 14. April 1979            | San José                  |                           |
| 13,00                              | Renaldo Nehemiah          | 6. Mai 1979               | Westwood                  |                           |
| 12,93                              | Renaldo Nehemiah          | 19.08.1981                | Zürich                    |                           |
| 12,92                              | Roger Kingdom             | 16. August 1989           | Zürich                    |                           |
| 12,91                              | Colin Jackson             | 20. August 1993           | Stuttgart                 |                           |
| 12,91                              | Liu Xiang                 | 27. August 2004           | Athen                     |                           |
| 12,88                              | Liu Xiang                 | 11. Juli 2006             | Lausanne                  |                           |
| 12,87                              | Dayron Robles             | 12. Juni 2008             | Ostrava                   |                           |
| 12,80                              | Aries Merritt             | 7. September 2012         | Brüssel                   |                           |

### Weltbestenliste
Alle Läufer mit einer Zeit von 13,08 s oder schneller. In Klammern: Windmessung in m/s. A = Zeit wurde unter Höhenbedingungen erzielt.
Letzte Veränderung: 17. August 2025
1. 12,80 s (0,3)  Aries Merritt, Brüssel, 7. September 2012
2. 12,81 s (0,4)  Grant Holloway, Eugene, 27. Juni 2021
3. 12,84 s (1,6)  Devon Allen, New York City, 12. Juni 2022
4. 12,87 s (0,9)  Dayron Robles, Ostrava, 12. Juni 2008
5. 12,87 s (0,6)  Cordell Tinch, Shaoxing, 3. Mai 2025
6. 12,88 s (1,1)  Liu Xiang, Lausanne, 11. Juli 2006
7. 12,89 s (0,5)  David Oliver, Paris Saint-Denis, 16. Juli 2010
8. 12,90 s (1,1)  Dominique Arnold, Lausanne, 11. Juli 2006
9. 12,90 s (0,7)  Omar McLeod, Kingston, 24. Juni 2017
10. 12,91 s (0,5)  Colin Jackson, Stuttgart, 20. August 1993 (Europarekord)
11. 12,92 s (−0,1)  Roger Kingdom, Zürich, 16. August 1989
12. 12,92 s (0,9)  Allen Johnson, Atlanta, 23. Juni 1996
13. 12,92 s (0,6)  Rachid Muratake, Fukui, 16. August 2025
14. 12,93 s (−0,2)  Renaldo Nehemiah, Zürich, 19. August 1981
15. 12,93 s (2,0)  Freddie Crittenden, Eugene, 28. Juni 2024
16. 12,94 s (1,6)  Jack Pierce, Atlanta, 22. Juni 1996
17. 12,94 s (0,8)  Hansle Parchment, Paris Saint-Denis, 5. Juli 2014
18. 12,94 s (0,5)  Orlando Ortega, Paris Saint-Denis, 4. Juli 2015
19. 12,94 s (0,7)  Rasheed Broadbell, Kingston, 9. Juli 2023
20. 12,95 s (1,5)  Terrence Trammell, New York, 2. Juni 2007
21. 12,95 s (0,2)  Pascal Martinot-Lagarde, Monaco, 18. Juli 2014
22. 12,96 s (2,0)  Daniel Roberts, Eugene, 28. Juni 2024
23. 12,97 s (1,0)  Ladji Doucouré, Angers, 15. Juli 2005
24. 12,98 s (0,6)  Mark Crear, Zagreb, 5. Juli 1999
25. 12,98 s (1,5)  Jason Richardson, Eugene, 30. Juni 2012
26. 12,98 s (0,1)  Sergei Schubenkow, Peking, 28. August 2015
27. 12,99 s (1,2)  Ronnie Ash, Sacramento, 29. Juni 2014
28. 12,99 s (0,3)  Just Kwaou-Mathey, Talence, 3. August 2025
29. 13,00 s (0,5)  Tony Jarrett, Stuttgart, 20. August 1993
30. 13,00 s (0,6)  Anier García, Sydney, 25. September 2000
31. 13,00 s (0,0)  Trey Cunningham, Eugene, 10. Juni 2022
32. 13,01 s (0,3)  Larry Wade, Lausanne, 2. Juli 1999
33. 13,01 s (0,7)  Ja'Kobe Tharp, Eugene, 3. August 2025
34. 13,02 s (1,5)  Ryan Wilson, New York, 2. Juni 2007
35. 13,02 s (1,7)  David Payne, Osaka, 31. August 2007
36. 13,02 s (1,1)  Dylan Beard, Paris, 20. Juni 2025
37. 13,03 s (−0,2)  Greg Foster, Zürich, 19. August 1981
38. 13,03 s (1,0)  Reggie Torian, New Orleans, 21. Juni 1998
39. 13,04 s (−0,9)  Shunsuke Izumiya, Osaka, 4. Juni 2023
40. 13,05 s (1,4)  Tony Dees, Vigo, 23. Juli 1991
41. 13,05 s (−0,8)  Florian Schwarthoff, Bremen, 2. Juli 1995 (deutscher Rekord)
42. 13,05 s (−0,1)  Ronald Levy, Paris, 1. Juli 2017
43. 13,05 s (0,5)  Lorenzo Simonelli, Rom, 7. Juni 2024
44. 13,06 s (1,6)  Sasha Zhoya, Miramar, 3. Mai 2025
45. 13,07 s (0,6)  Wilhem Belocian, La Chaux-de-Fonds, 2. Juli 2023
46. 13,07 s (1,2)  Jamal Britt, Eugene, 24. Juni 2024
47. 13,07 s (−0,1)  Jason Joseph, Paris, 20. Juni 2025 (Schweizer Rekord)
48. 13,08 s (1,2)  Mark McKoy, Villeneuve d’Ascq, 2. Juli 1993
49. 13,08 s (0,0)  Staņislavs Olijars, Lausanne, 1. Juli 2003
50. 13,08 s (1,2)  Jeff Porter, Eugene, 30. Juni 2012

- österreichischer Rekord: Mark McKoy – 13,14 s am 3. September 1994 in Paris